# Enrique Castillo Ron
Enrique Castillo Ron (Santiago de Compostela, 17 de octubre de 1946) es un ingeniero civil, profesor e investigador de estadística de valores extremos de distribuciones continuas y seguridad de construcciones, campos en los que es reconocido como una de las mayores autoridades internacionales.

## Biografía
Castillo Ron estudió en el Colegio de los Maristas de Madrid. Obtuvo el título de ingeniero de caminos, canales y puertos en la Universidad Politécnica de Madrid en 1969 y más tarde realizó dos doctorados: uno en la Universidad de Northwestern (Estados Unidos), y otro en la Politécnica de Madrid (1972). Después cursó también la Licenciatura en Ciencias Matemáticas (1974).
Tras ser profesor de la Escuela de Caminos de Madrid, en 1973 se trasladó a Santander y desde entonces ha permanecido en la Universidad de Cantabria como profesor de su Escuela de Caminos, salvo dos estancias en la Universidad de Temple (Estados Unidos) y en la Universidad de Castilla-La Mancha, en la que ayudó al lanzamiento de la Escuela de Caminos de Ciudad Real.
Es miembro de supernumerario y fundador de la Real Academia de Ingeniería y supernumerario de la Real Academia de Ciencias Exactas, Físicas y Naturales, además de doctor honoris causa por la Universidad de Oviedo. Ha recibido la Medalla de la Universidad de Castilla-La Mancha (2001) y la Medalla de Plata de la Universidad de Cantabria, así como varios premios más.
Ha publicado trabajos y libros en inglés y en español y ha dirigido numerosas tesis doctorales. Ha sido docente en universidades españolas y extranjeras. Ha organizado maestrías itinerantes con la Universidad de Cantabria en varios países de Sudamérica y trabajos de cooperación internacional en ese continente y en África.

## Experto en estadística
Castillo Ron es conocido como un experto en Estadística de valores extremos y en fiabilidad de obras civiles. Ha sido invitado por el National Institute of Standards and Technology (NIST) a impartir un curso, una ponencia invitada y una mesa redonda en su sede de Gaithersburg (Estados Unidos).
Ha contribuido a introducir los métodos de optimización y análisis probabilistas de riesgos en ingeniería con dos libros (publicados por Wiley y Springer), tesis doctorales y publicaciones en revistas. Ha jugado un papel relevante en la introducción de la inteligencia artificial y los sistemas expertos en España, a través de sus libros en español e inglés, y de sus publicaciones y aplicaciones a la ingeniería.
También es inventor de las redes funcionales, introducidas por dos libros y varios artículos y ha implementado una nueva filosofía para modelizar los problemas físicos e ingenieriles mediante propiedades, habiendo aplicado la técnica a varias áreas, muy especialmente al problema de la fatiga de materiales.
Es un especialista en ecuaciones funcionales. Ha hecho importantes aportaciones a la modelización del tráfico de vehículos y ferroviario.

## Premios y reconocimientos
- Premio Nacional de Investigación en Ingeniería «Leonardo Torres Quevedo» en 2010,[9] cuyos 100.000 euros de premio ha decidido donar a proyectos de cooperación al desarrollo en Togo y Benín.[10]

- Miembro electo de la Real Academia de Ciencias Exactas, Físicas y Naturales.[4][5]
- Medalla de plata de la Universidad de Cantabria (2005).
- Distinguished Visiting Professor de la Universidad Americana de El Cairo (2003).
- Medalla de oro de la Universidad de Castilla-La Mancha (2002).
- Doctor honoris causa por sus méritos en Estadística y modelización por la Universidad de Oviedo (1999).
- Fundador de la Real Academia de Ingeniería en 1994.
- Doctor honoris causa Por la Universidad de Castilla-La Mancha (2011)